# Liste des évêques de Léon
Ne doit pas être confondu avec Liste des évêques de León.
Pour un article plus général, voir Ancien diocèse de Léon.
Le diocèse de Léon a existé  du VIe siècle jusqu'en 1790 et couvrait le territoire de l'actuel Finistère. La loi sur la constitution civile du clergé, votée le 12 juillet 1790 par l'Assemblée nationale constituante instituait un diocèse par département. Amputé des paroisses situées dans le département des Côtes-du-Nord, le diocèse de Léon sera uni à celui de Cornouaille et à une partie de celui de Tréguier pour former le diocèse du Finistère, cette décision sera confirmée par le Concordat de 1801 qui entérinera l'existence de cette nouvelle circonscription sous le nom de diocèse de Quimper et Léon.

## Liste des évêques
La présente liste des évêques de Saint-Pol-de-Léon est donnée par Albert le Grand est, pour plusieurs noms en italiques ci-dessous, d'une authenticité impossible à vérifier. Pour les premiers titulaires, jusqu'à Saint Gouesnou inclus, bien que les premières sources écrites soient tardives, la constance des traditions, et spécialement du culte dont ils sont l'objet, est un argument de très grand poids.
Les blasons des évêques de Léon sont consultables sur un site Internet.

### Haut Moyen Âge
- saint Paul Aurélien, ou Pol Aurélien, ou Pol de Léon, VIe siècle ;
- saint Jaoua et Tigernomaglus, du vivant de saint Pol qui s'était retiré dans son abbaye
- saint Paul II ;
- Cetomerinus/Cetomerimus ;
- saint Houardon ;
- saint Goueznou ou Guinou ou Gouesnou, mort probablement en 675 à Quimperlé ;
- Gilbert ;
- Guyomark ;
- Léonorius ;
- Libéralis (déposé de 850 à 866, mort en 867) ;
- Dotwoion, 850-866 ;
- Hinvoret, 884 ;
- Isaias ;
- saint Goulven (Xe siècle) (?) ;
- saint Thénénan, successeur de saint Goulven ;
- Hesdren, avant 940 transféré à Nantes par Alain Barbetorte;
- Conan, mort vers 945 ;
- Jacques ou Jacobus Transmarinus mort vers 950 ;
- Mabbon, se retire vers 960;
- Paulinien (?) ;
- Constantin ou Rethwalatr ou Dresdcand, en 990 évêques cités sans précision de siège parmi les neuf évêques de Bretagne ayant soucrit comme témoins à une charte de Conan Ier en faveur de l'abbaye du Mont Saint-Michel.
- Eudon, 995, après en 1019 ;

### Moyen Âge central
- Salomon, vers 1032 ;
- Omnes, avant 1038 après 1081 ;
- Jacques,
- Pierre de Gualon ou Galo, 1106, 1128 ; il assista au concile de Dol en 1128[2] ;
- Guy, 1142, 1145 ;
- Salomon, 1149, 1160 ;
- Hamon de Léon, 1161, mort en 1171 (assassiné par son frère Guyomarch IV de Léon) ;
- Guy, mort en 1180 ;
- Yves Le Touil, 1180, mort en 1186 ;
- Jean, 1187-1227,
- Derrien, 1227, mort en 1238 ;
- Guy, 1238, mort en 1262 ;
- Yves II, 1262, mort en 1292 ;

### Moyen Âge tardif
- Guillaume de Kersauzon, 1292 à 1303 (il se démet probablement en 1303) et de 1306 à sa mort en 1327 ;
- Guillaume de Léon, entre 1303 et 1306
- Pierre Benoît (ou Pierre Bernard) 18 mai 1328-1349, dit aussi Pierre de Nantes ou Pierre de Guémené ; évêque de Saint-Malo en juillet 1349, puis évêque de Rennes en février 1359 à la suite d'une permutation avec Guillaume Poulart (Pierre de Nantes décède à la fin de l'année 1363) ;
- Yves III de Trésiguidy en 1347 ;
- Guillaume Ouvrouin, inhumé à Laval où il est évêque ;
- Guillaume IV de Rochefort, entre 1349 et 1346 ;
- Jean II du Juch, entre 1369 et 1370 ;
- Guillaume Ouvrouin, rétabli entre 1370 et 1385 ;
- Guy le Barbu, 1385, mort en 1410 ;
- Alain de la Rue (ou de Kernaëret ou de Vico), 1411-1419 ;
- Philippe de Coëtquis, 1419-1427 ;
- Jean Validire de Saint-Léon o.p., 1427-1432 ;
- Olivier du Teillay, 1432-1436 ;
- Jean Prigent, 1436-1439 ;
- Guillaume Le Ferron, 1439, mort en 1472 ;
- Alain de Kérouzéré 1439, mort en 1440, en opposition;
- Vincent de Kerleau, 1472[3], mort en 1476 ;
- Michel Guibé, 1477-1478 ;
- Thomas James, 1478-1482 ;
- Alain Le Maout, 1482-1484 ;
- Antoine de Longueil, 1484, mort en 1500 ;

### Époque moderne
- Jean d'Espinay, 1500, mort en 1503 ;
- Jean de Kermavan, 1503, mort en 1514 ;
- Guy Le Clerc, 1514-1521 ;
- Christophe de Chauvigné, 1521-1554 ;
- Roland de Chauvigné, 1554-1563 ;
- Roland de Neufville, 1563, mort en 1613 ;
- René de Rieux, (dépossédé de 1639 à 1646) 1613, mort en 1651 ;
- Robert Cupif, 1639-1646 ;
- Henri de Laval de Boisdauphin, 1651-1662 ;
- François de Visdelou, 1665, mort en 1671 ;
- Jean de Montigny, 1671, mort en 1671 ;
- Pierre Le Neboux de la Brosse, 1672, mort en 1701 ;
- Jean Louis de La Bourdonnaye, 1701, mort en 1745 ;
- Jean-Louis Gouyon de Vaudurand, 1745 -1763,
- Joseph-François d’Andigné de la Chasse, 1763-1772 ;
- Jean-François de La Marche, 1772-1802, mort en 1806 ;

### Fin et rattachement
Depuis 1790, le siège est supprimé et rattaché à celui de Quimper au sein du diocèse de Quimper et Léon. La liste des évêques est présentée comme liste des évêques de Quimper et Léon.

### Source partielle
- André Oheix, Les Évêques de Léon aux Xe et XIe siècles (Extr. des «Mémoires de l'Association bretonne», Congrès de Saint-Pol-de-Léon, septembre 1911), Nantes, L. Durance, 1912, 12 p., In-8° (BNF 34104658).